# يونكرز يو 290
يونكرز يو 290 ألمانية كبيرة، وأربع طائرات نقل طويلة المدى ودورية بحرية hsjo]lj لوفتفافه في أواخر الحرب العالمية الثانية والتي تم تطويرها من طائرة سابقة.

## التصميم والتطوير

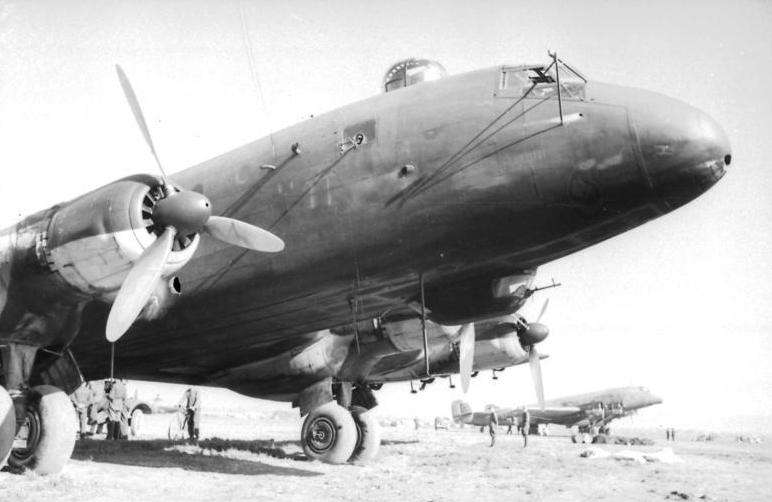
أنف Junkers 290 مع Junkers Ju 90 خلفه.

تم تطوير يونيكر 290 مباشرة من طائرة Ju 90، التي تم تقييم إصداراتها لأغراض عسكرية، وكان الهدف منها استبدال فوك-وولف في 200 البطيئة نسبيًا والتي بحلول عام 1942 أثبتت ضعفها المتزايد عندما واجهتها طائرات سلاح الجو الملكي؛ كان هيكل الطائرة Fw 200 يفتقر إلى القوة الكافية للدور في أي حال.

## تاريخ العمليات

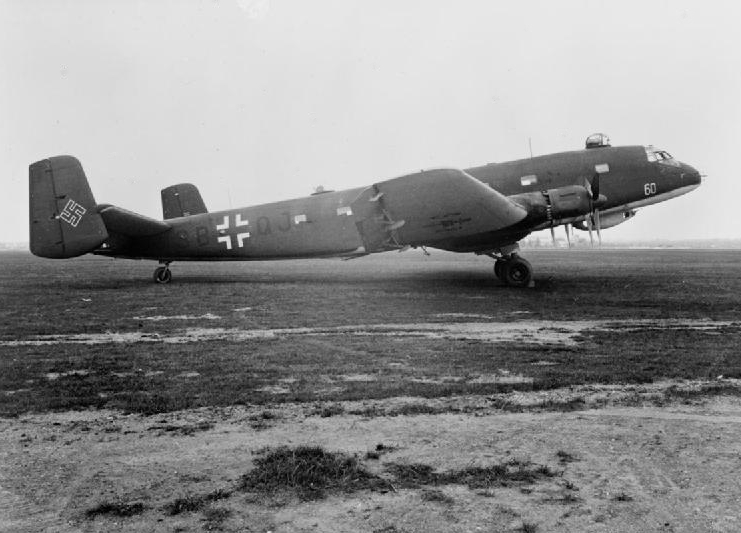
دورية بحرية عملياتية Junker Ju 290 A-3 مستخدمة بواسطة FAGr 5 على الأرض

## المشغلون
تشيكوسلوفاكيا
- قامت الخطوط الجوية التشيكية بتشغيل طائرة واحدة بعد الحرب باسم Letov L.290 Orel .

 Nazi Germany
- لوفتفافه
- دويتشه لوفت هانزا

 Spanish State
- قامت القوات الجوية الإسبانية بتشغيل طائرة لوفتفافه السابقة بعد الحرب.